# Alfågel
Inte att förväxla med alkfågel.
Alfågel (Clangula hyemalis) är en andfågel som häckar i nordliga delar av norra halvklotet, både i Nordamerika, Europa och Asien. Den är ensam art inom sitt släkte Clangula. Arten anses minska relativt kraftigt globalt och listas som sårbar av IUCN.

## Utseende och läte

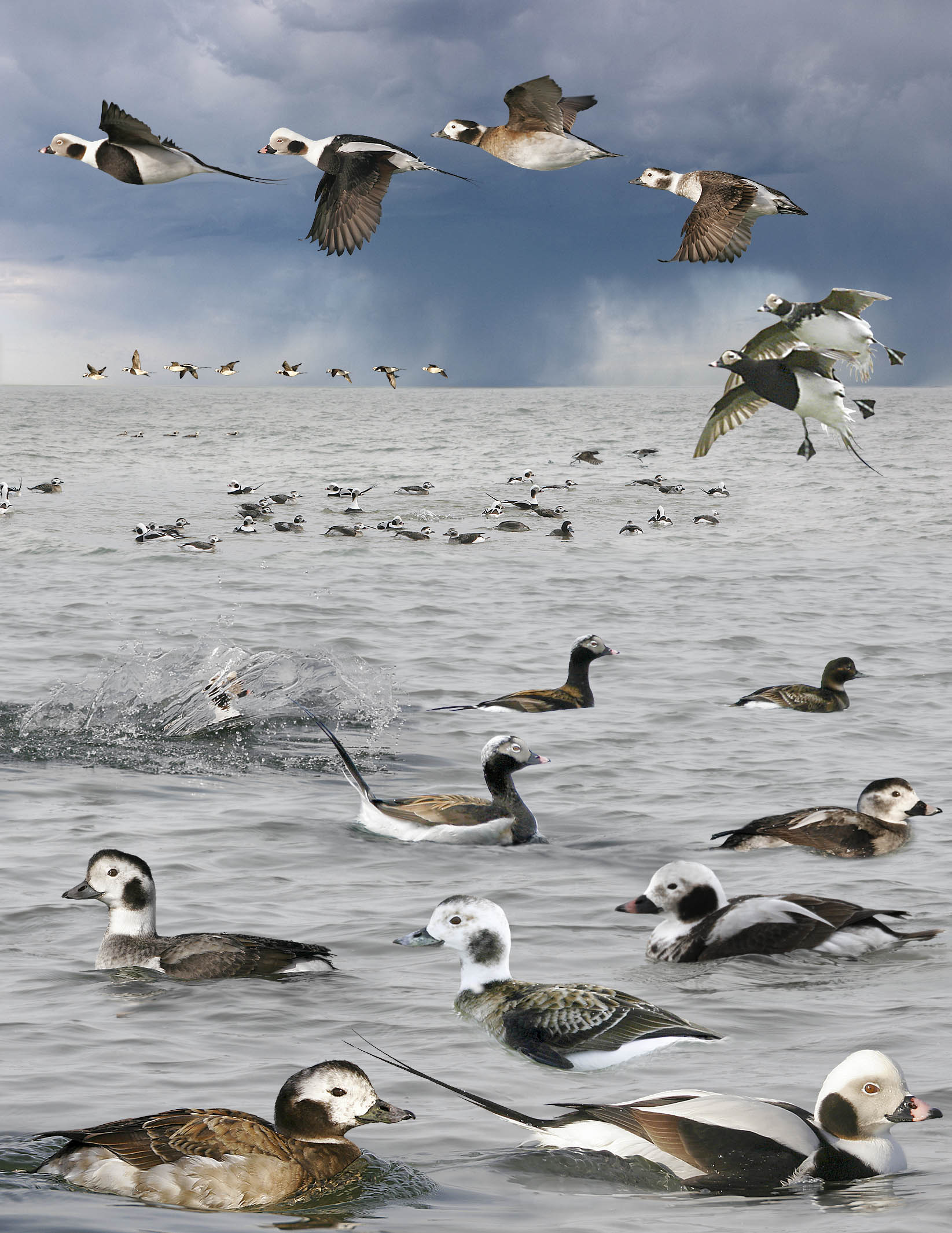
Kollage med bilder av alfågel i olika dräkter.

Alfågeln är en ganska liten and som är 39–47 centimeter lång, har ett vingspann på 65–82 centimeter och väger 600–1000 gram. Utöver detta har de adulta hanarna förlängda smala centrala stjärtpennor som mäter 10–15 centimeter. Den har ett rundat huvud och en kort knubbig näbb. De helmörka vingarna är ganska smala och spetsiga. När den flyger håller den ofta vingen ganska bakåtvinklad och den flaxar med smidiga snabba vingslag som mest sker under horisontalplanet. Detta ger alfågeln en arttypisk jizz vilken ibland beskrivs som fladdermuslik.
Alfågeln har en komplicerad ruggningsstrategi vilket gör att den har minst tre urskiljbara dräkter under året. I alla dräkter är den brokig i vitt, brunt och svart, och har helmörka vingar.
Alfågelns sång beskrivs ofta som mycket vacker och lätet påminner om en klarinett. Sången består av en ljudlig, nasal, tonren, lite joddlande durtreklang som ofta beskrivs som a a-aulí eller ah au-audeli och motsvarar tonerna a, a, ciss och e eller a, a, d och f.

## Utbredning
Alfågeln har en cirkumpolär utbredning och häckar i arktiska och högarktiska områden på Island, i Skandinavien, Svalbard, Novaja Zemlja, Ryssland, Grönland, Kanada och Alaska. Den är en utpräglad flyttfågel som i september och oktober flyttar till marina miljöer exempelvis Östersjön, utanför kusterna kring norra Storbritannien, Sveriges västkust, Norge, Kina, Nordkorea, Sydkorea, Japan, och Nordamerika. Icke-häckande individer, exempelvis de icke könsmogna fåglarna, kan översomra i vinterkvarteren.

### Förekomst i Sverige
I Sverige häckar den i Norrlands och Jämtlands fjällregioner. De skandinaviska populationerna lämnar fjällen i oktober-november för att övervintra i Atlanten och Östersjön och återvänder under mars–maj, då den passerar genom Östersjön till häckningsplatserna. Östersjön hyser vintertid flera miljoner individer och är en mycket viktig övervintringsplats för Skandinaviens och Rysslands alfågelsbestånd. Uppskattningsvis 25 procent eller mer av Europas häckningspopulation av alfågel övervintrar i svenska östersjövatten.

## Taxonomi och systematik
Alfågeln beskrevs taxonomiskt som art av Linné i tionde upplagan av Systema Naturae från 1758, dock i släktet Anas. Det var först 1819 som William Elford Leach upprättade släktesnamnet Clangula för alfågeln, där den alltjämt placeras som ensam art.
Alfågeln tillhör en samling havslevande änder som ofta urskiljs som underfamiljen Merginae. Studier av mitokondrie-DNA visar att alfågeln är systerart till en grupp som består av ejdrar i släktena Somateria och Polysticta, strömanden (Histrionicus histrionicus) samt den utdöda nordamerikanska labradoranden (Camptorhynchus labradorius). En annan genetisk studie från 2021 pekar på att andarten alförrädaren kan ha uppstått som art genom hybridisering mellan alfågel och ejder. Alfågeln behandlas som monotypisk, det vill säga att den inte delas in i några underarter.

## Ekologi

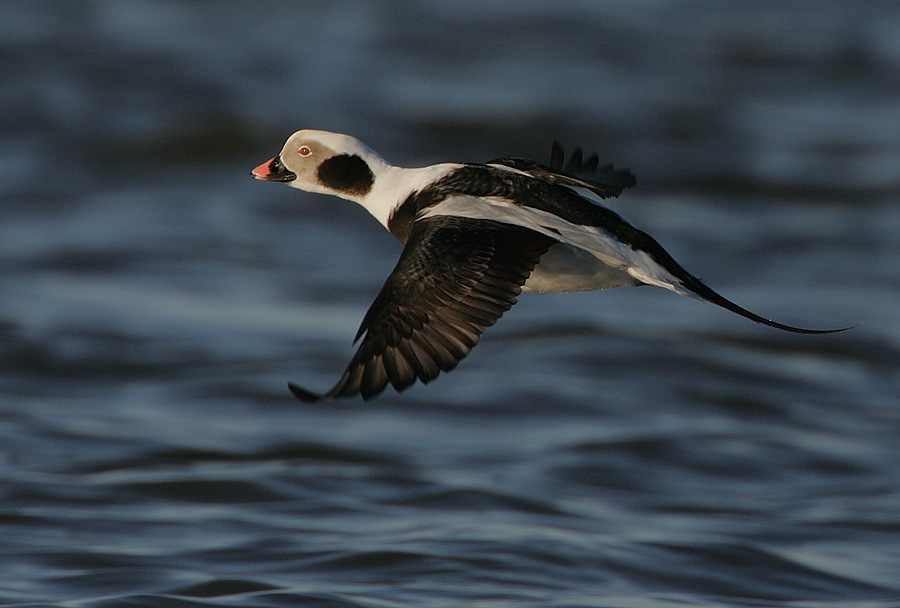
Alfågel, hane i häckningsdräkt, i flykten.

### Biotop
Häckningsbiotopen utgörs av strandområden vid sjöar och havsvikar i fjäll- och tundraområden, främst i vatten med rik förekomst av stora eller långsamsimmande kräftdjur, insekter och snäckor. Den föredrar att häcka i fuktiga mosaikmiljöer med små och grunda sjöar omgivna av starrängar, med skyddade boplatser i form av småöar och holmar. Vintertid samlas den i stora flockar i marina miljöer, ofta långt ut, men ibland i skyddade laguner och flodmynningar, och mycket sällan på stora isfria sjöar.

### Häckning

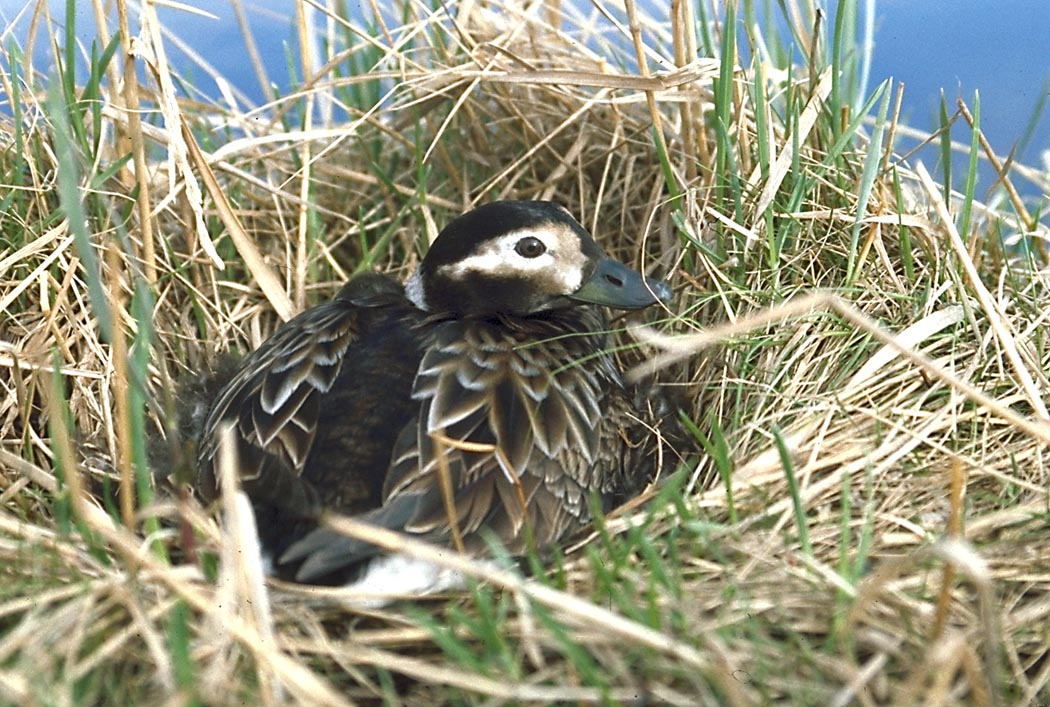
Ruvande alfågelhona.

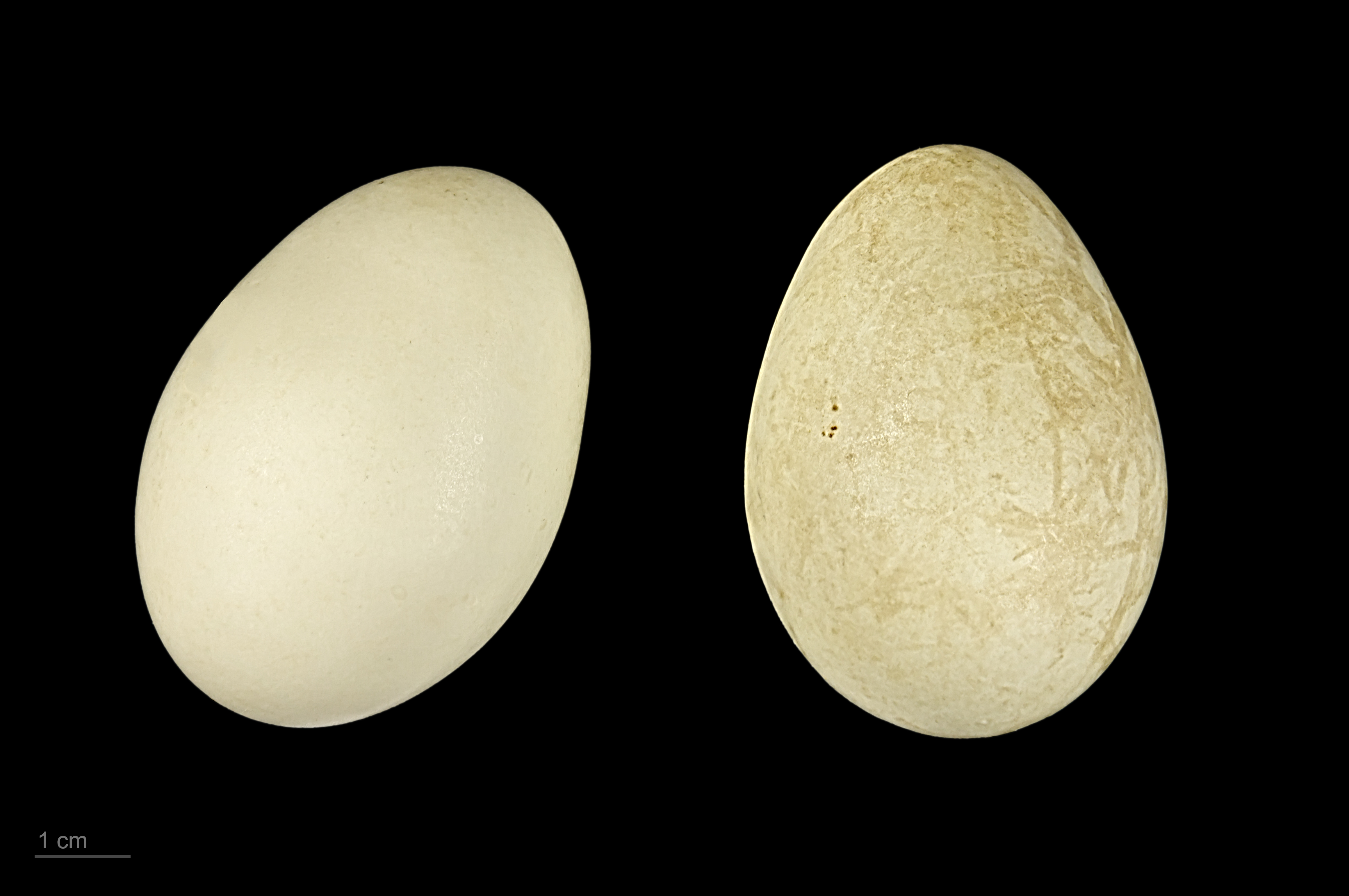
Alfågelns ägg.

Alfågeln blir könsmogen vid två års ålder. Alfågel lever i monogama par och häckar från slutet av maj som ensamma par eller i mindre löst sammanhållna grupper. Den placerar sitt bo, som är en uppskrapad, eller en naturligt förekommande grop, direkt på torr mark. Den lägger i genomsnitt 6–9 ägg som honan ensam ruvar i 24–29 dagar innan de kläcks. Hanen stannar i närheten av häckningsplatsen under första hälften av ruvningen och flyttar sedan tillsammans med andra hanar för att rugga i större flockar. Under denna period är hanen flygoförmögen. Redan en dag efter att äggen kläckts lämnar ungarna boet och leds av honan till vattnet. Ungarna blir flygfärdiga efter 35–40 dagar och alfågeln lägger en kull per häckningssäsong. När ungarna är flygga lämnas de av honan som ruggar från början av augusti till början av oktober. Årsungarna samlas då ofta i stora flockar.

### Föda
De livnär sig på musslor, blötdjur, kräftdjur samt vattenlevande insekter och insektslarver. I häckningsbiotopen födosöker de oftast nära ytan men vintertid dyker de ofta ned till 35 meters djup och kan dyka ned till 50–60 meters djup.

## Alfågeln och människan

### Hot och status
Det främsta hotet mot det europeiska beståndet är fartygs illegala oljeutsläpp ute till havs. Årligen dör, bara i Östersjön, tiotusentals, och vissa år hundratusentals, oljeskadade alfåglar. En annan vanlig dödsorsak vintertid är att de fastnar i fiskenät och drunknar. Den hotas även lokalt av jakt under flyttningen. Globalt kategoriseras numera arten som sårbar. Världspopulationen uppskattades 2017 till 3 200 000 till 3 750 000 individer.
I Sverige bedöms hotstatus för det häckande och det övervintrande beståndet var för sig. Båda är upptagna på Artdatabankens rödlista, den häckande populationen som nära hotad och den övervintrande som starkt hotad.

### Namn
Förleden al-i namnet härstammar från en onomatopoetiskt (ljudhärmande) av fågelns läte som beskrivs som "a-a-l…". Utöver alfågel, vilket är ett gammalt folkligt namn, har den i Hälsingland, Uppland, Småland, Öland och Blekinge förr även kallats bara för al, ale eller ala. Vidare har den kallats alla i Skåne, galdust, söflott eller stråare i Bohuslän och allfågel, alle, kaul eller kaulus på Gotland.
I Småland har honan kallats al-kärring och på Gotland alla-källing. Hanen har kallats ale-gubbe eller alle-gubbe och i Södermanland al-pese. Pese härleds från pes, ett dialektalt ord för penis. I norra Bohuslän har den kallats haflut och söflott. Det senare torde referera till norskans sö, som betyder "sjö", varför namnet kan uttydas som "sjöflotte".
I vissa områden finns även folkliga namn på alfågeln i sommardräkt och i vinterdräkt, som sommaral och vinteral. Ytterligare kallades alfågel i sommardräkt för brunal i Roslagen, svartal i Östergötland,skåning på ön Utlängan i sydöstra Blekinge och den adulta hanen i sommardräkt för allgubbe på Gotland.
I finlandssvenskt språkbruk förekommer benämningen alla.
Dess vetenskapliga artnamn hyemalis betyder "tillhörande vinter" och släktesnamnet Clangula diminutiv av clangere, "att ljuda".

### Jakt
| ” | När allarna höstetid infinna sig vid Gotlands kuster, hälsas de med glädje af hög och låg. | „ |

Förr var alfågeln en viktig fågel för folkhushållen om vintern kring kusterna där den förekom i yttre havsbanden. På vissa platser, exempelvis i södra halvan av Östersjön spände man upp nät över trånga sund på långa störar och fångade fåglarna när de flög in i dem. Denna fångstmetod beskrivs redan av Olaus Magnus 1555. Alförrädarens trivialnamn, som första gången i skrift är känt från 1820-talet och härstammar från Södermanlands skärgård, tros syfta på att den om våren förebådade eller "förrådde" alfågeln. Det vill säga att den anlände kort tid före alfågeln och att det då var tid att ställa i ordning fångstnäten för alfågeln. Dessa fångstnät är kända från Småland i söder till Uppland i norr. Många ortnamn härleds till dessa för jakten viktiga sund, och det finns hundratals Stång-namn utefter svenska ostkusten. Utöver fångst med nät sköts eller klubbades även fågeln i öppna vakar.

### I kulturen
Alfågelns sång skiljer sig då den går i halvtonsskala, där många andra fåglar sjunger i kvarts- eller tredjedelstonskala. Detta medför att alfågelns sång är möjlig att uppteckna med vanliga noter. En mycket gammal folkmelodi från Gotland, den så kallade Allvalsen, bygger på alfågelns sång. Folkmelodin omskrevs bland annat av August Strindberg i hans bok Svenska Folket.